# شبه الجزيرة الإسبانية

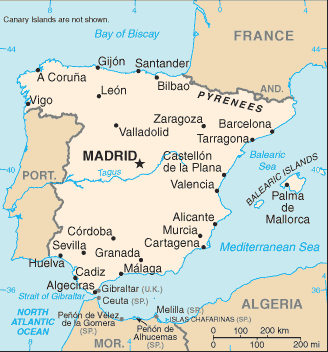
خريطة شبه الجزيرة الإسبانية

شبه جزيرة الإسبانية هو مصطلح إسباني يطلق على على الأراضي الإسبانية التي تقع داخل شبه الجزيرة الأيبيرية ، وبخلاق الأراضي الإسبانية وراء البحار: من قبيل جزر الكناري ، وجزر البليار . والعديد من الجزر الصغيرة المحتلة من قبلها قبالة سواحل المغرب والمعروفة بشكل جماعي باسم بلاثاس دي سوبرانيا (أماكن السيادة) . لشبه الجزيرة الإسبانية حدود مع فرنسا وأندورا إلى الشمال، والبرتغال إلى الغرب، وإقليم جبل طارق البريطاني إلى الجنوب.

## صفات
تبلغ مساحة شبه جزيرة إسبانيا 492,175 كم 2 ويبلغ عدد سكانها 43,731,572 نسمة. وهي تحتوي على خمسة عشر منطقة ذات حكم ذاتي. 
وهذه هي البلديات ذات أكبر عدد من السكان:
1. مدريد 3,207,247
2. برشلونة 1,611,822
3. بلنسية 792,303
4. إشبيلية 700,169
5. سرقسطة 682,004
6. مالقة 568,479
7. مرسية 438,246
8. بلباو 349,356
9. لقنت 335,052
10. قرطبة 328,704